# 1960年中華民国総統選挙
1960年中華民国総統選挙（1960ねんちゅうかみんこくそうとうせんきょ、繁: 1960年中華民國總統選舉）は、1960年（民国49年）3月21日に中華民国で行われた、総統（第3期）を選出する選挙である。

## 概要
選挙方式は選挙により選出された国民大会代表を通して投票される間接選挙であった。投票は台北市の中山堂で行われ、副総統選挙は3月22日に実施された。副総統選挙は総統選挙とは別に集計され、現在のように総統と副総統の候補者が一括して選挙戦を行うものではなかった。
投票の結果、中国国民党候補者の蔣介石が1,481票を獲得し、第3期中華民国総統に就任した。同時に行われた副総統選挙では同じく中国国民党の陳誠が当選している。
1960年、蔣介石は総統の再選を目指したが、中華民国憲法第47条により総統は再選を認めておらず、国内の自由派の政治家である雷震、胡適、李万居、高玉樹などは蔣介石に対し再選を違法とする公開文書を提出し反対したが、蔣介石はなおも三選に固執していた。
蔣介石の総統再選に法的根拠を付与するため、国民大会は起立投票方式で『動員戡乱時期臨時条款』の修正を成立させ、その第3条で動員戡乱時は正副総統は何度でも再任することができ、憲法第47条の制限を受けないと規定し、蔣介石三選の法的根拠が与えられた。この他にも総統選挙における当選規定をそれまでの「法定定員の過半数」から「出席者の過半数」へと修正し、大陸地区の国民大会代表の参加がなくとも選挙が成立するように改定した。

## 候補者
| 中国国民党  |                 |
| 総統候補    | 副総統候補      |
| 蔣介石      | 陳誠            |
|             |                 |
| 総統 党総裁 | 副総統 党副総裁 |

## 選挙結果
3月21日午前、中華民国第3回総統選挙が開始した。国民大会代表は賈景徳を主席に選出、中国国民党候補の蔣介石への信任投票となり、1,576人が投票、1,481票の絶対多数票を獲得して蔣介石は総統に当選した。また、翌日行われた副総統選挙では1,381票を獲得して陳誠が当選している。

### 総統選挙
| 候補者                                 | 候補者             | 所属政党           | 得票数 | 得票率 | 蔣介石 (100.0%) |
|                                        | 蔣介石             | 中国国民党         | 1,481  | 100.0% | 蔣介石 (100.0%) |
| 総数                                   | 総数               | 総数               | 1,481  | 100.0% | 蔣介石 (100.0%) |
| 有効票数（有効率）                     | 有効票数（有効率） | 有効票数（有効率） | 1,481  | 93.97% | 蔣介石 (100.0%) |
| 無効票数（無効率）                     | 無効票数（無効率） | 無効票数（無効率） | 95     | 6.03%  | 蔣介石 (100.0%) |
| 投票総数（投票率）                     | 投票総数（投票率） | 投票総数（投票率） | 1,576  | 51.76% | 蔣介石 (100.0%) |
| 棄権者数（棄権率）                     | 棄権者数（棄権率） | 棄権者数（棄権率） | 1,469  | 48.24% | 蔣介石 (100.0%) |
| 定数                                   | 定数               | 定数               | 3,045  | 100.0% | 蔣介石 (100.0%) |
| 出典：「中華民國選舉史」中央選挙委員会 |                    |                    |        |        |                 |

### 副総統選挙
| 候補者                                 | 候補者                   | 所属政党                 | 得票数 | 得票率 | 陳誠 (100.0%) |
|                                        | 陳誠                     | 中国国民党               | 1,381  | 100.0% | 陳誠 (100.0%) |
| 総数                                   | 総数                     | 総数                     | 1,381  | 100.0% | 陳誠 (100.0%) |
| 有効票数（有効率）                     | 有効票数（有効率）       | 有効票数（有効率）       | 1,381  | 87.63% | 陳誠 (100.0%) |
| 無効票・白票数（無効率）               | 無効票・白票数（無効率） | 無効票・白票数（無効率） | 195    | 12.37% | 陳誠 (100.0%) |
| 投票者数（投票率）                     | 投票者数（投票率）       | 投票者数（投票率）       | 1,576  | 51.76% | 陳誠 (100.0%) |
| 棄権者数（棄権率）                     | 棄権者数（棄権率）       | 棄権者数（棄権率）       | 1,469  | 48.24% | 陳誠 (100.0%) |
| 定数                                   | 定数                     | 定数                     | 3,045  | 100.0% | 陳誠 (100.0%) |
| 出典：「中華民國選舉史」中央選挙委員会 |                          |                          |        |        |               |